# Becrux

Brecux o Mimosa (β Cru / HD 111123 / HR 4853).

Becrux o Mimosa son nombres que recibe la estrella Beta Crucis (β Cru / HD 111123 / HR 4853), la segunda más brillante en la constelación de la Cruz del Sur (Crux Australis) y la vigésima más brillante del cielo nocturno. El término «Becrux» no es más que una contracción de la letra griega Beta y la palabra Crux, mientras que el origen del nombre «Mimosa» puede estar relacionado con la flor del mismo nombre.
Becrux es una estrella subgigante de magnitud visual +1.30 de color azul y tipo espectral B0.5IV con una temperatura cercana a los 27 000 K. Su luminosidad, 2000 veces mayor que la del Sol en el espectro visible, asciende a 19 600 soles cuando se considera la radiación emitida en el ultravioleta, que en una estrella tan caliente supone una proporción importante. Su diámetro es aproximadamente 7 veces el diámetro del Sol, y su masa es 14 veces la masa solar. Es una estrella joven, con una edad estimada de 10 millones de años, cuyo contenido relativo de hierro es igual a 3/4 partes del encontrado en el Sol. Es una variable pulsante de tipo Beta Cephei, cuyo brillo varía entre magnitud +1.23 y +1.33 con períodos de 4.59, 4.03, 4.39, 6.81 y 8.62 horas.
Situada a 280 años luz del sistema solar, el espectro de Becrux revela que es una estrella binaria cercana cuyas dos componentes, separadas unas 7 unidades astronómicas, tienen un período orbital de 5 años. Además, se ha descubierto una segunda compañera de masa baja, no observable en el espectro visible pero activa en rayos X; es una estrella pre-secuencia principal, es decir, está todavía en proceso de formación. Separada al menos 350 ua del par interior, emplea 1600 años o más en completar una órbita. Una cuarta estrella, visualmente a 42 segundos de arco, puede también pertenecer al sistema. Si realmente forma parte del mismo, sería una enana naranja distante al menos 3600 ua de la componente más brillante.